# Xian de Binchuan
Le xian de Binchuan (宾川县 ; pinyin : Bīnchuān Xiàn) est un district administratif de la province du Yunnan en Chine. Il est placé sous la juridiction de la préfecture autonome bai de Dali.

## Démographie
La population du district était de 321 000 habitants en 1999.